# Thecla aon
Thecla aon är en fjärilsart som beskrevs av Lucas 1856. Thecla aon ingår i släktet Thecla och familjen juvelvingar. Inga underarter finns listade i Catalogue of Life.